# Catharinea torquescens
Catharinea torquescens là một loài Rêu trong họ Polytrichaceae. Loài này được (Schimp.) Müll. Hal. mô tả khoa học đầu tiên năm 1900.